# العلاقات النرويجية السورينامية
العلاقات النرويجية السورينامية هي العلاقات الثنائية التي تجمع بين النرويج وسورينام.

## مقارنة بين البلدين
هذه مقارنة عامة ومرجعية للدولتين:
| وجه المقارنة                                              | النرويج                                                   | سورينام                        |
| --------------------------------------------------------- | --------------------------------------------------------- | ------------------------------ |
| المساحة (كم2)                                             | 385.21 ألف                                                | 163.27 ألف                     |
| عدد السكان (نسمة)                                         | 5.33 مليون                                                | 563.40 ألف                     |
| الكثافة السكانية (ن./كم²)                                 | 13.84                                                     | 3.45                           |
| العاصمة                                                   | أوسلو                                                     | باراماريبو                     |
| اللغة الرسمية                                             | بوكمول، لغات السامي، نينوشك، اللغة النرويجية              | اللغة الهولندية                |
| العملة                                                    | كرونة نروجية                                              | دولار سورينامي، غيلدر سورينامي |
| الناتج المحلي الإجمالي (بليون دولار)                      | 398.83 مليار                                              | 3.32 مليار                     |
| الناتج المحلي الإجمالي (تعادل القوة الشرائية) بليون دولار | 322.23 مليار                                              | 9.07 مليار                     |
| الناتج المحلي الإجمالي الاسمي للفرد دولار أمريكي          | 74.40 ألف                                                 | 9.48 ألف                       |
| الناتج المحلي الإجمالي للفرد دولار أمريكي                 | 65.61 ألف                                                 | 16.64 ألف                      |
| مؤشر التنمية البشرية                                      | 0.944                                                     | 0.714                          |
| رمز المكالمات الدولي                                      | +47                                                       | +597                           |
| رمز الإنترنت                                              | .no                                                       | .sr                            |
| المنطقة الزمنية                                           | ت ع م+01:00، ت ع م+02:00، توقيت وسط أوروبا، أوروبا/أوسلو ‏ | 00                             |

## منظمات دولية مشتركة
يشترك البلدان في عضوية مجموعة من المنظمات الدولية، منها:
| علم المنظمة | اسم المنظمة                        | تاريخ انضمام النرويج | تاريخ انضمام سورينام |
| ----------- | ---------------------------------- | -------------------- | -------------------- |
|             | يونسكو                             | 4 نوفمبر 1946        | 16 يوليو 1976        |
|             | وكالة ضمان الاستثمار متعدد الأطراف | 9 أغسطس 1989         | 2 يوليو 2003         |
|             | الأمم المتحدة                      | 27 نوفمبر 1945       | 4 ديسمبر 1975        |
|             | الاتحاد البريدي العالمي            | ?                    | ?                    |
|             | البنك الدولي للإنشاء والتعمير      | 27 ديسمبر 1945       | 27 يونيو 1978        |
|             | المنظمة الهيدروغرافية الدولية      | ?                    | ?                    |
|             | الاتحاد الدولي للاتصالات           | 1866                 | 15 يوليو 1976        |
|             | منظمة حظر الأسلحة الكيميائية       | ?                    | ?                    |
|             | مؤسسة التمويل الدولية              | 20 يوليو 1956        | 1 سبتمبر 2011        |
|             | منظمة التجارة العالمية             | 1995                 | ?                    |
|             | منظمة الشرطة الجنائية الدولية      | ?                    | ?                    |

## وصلات خارجية
- موقع وزارة الخارجية النرويجية
- موقع وزارة الخارجية السورينامية